# Алфа група
Група „А“ КГБ, познатија као Алфа (такође као Спец-група А) је елитна противтерористичка јединица у саставу ОСНАЗ-а, посебних јединица руске сигурносне службе ФСБ. Основана је 1974. године у тадашњем Совјетском Савезу по налогу тадашњег шефа КГБ-а Јурија Андропова. О њеном дјеловању се релативно мало зна, иако су њени припадници учествовали у совјетској инвазији Авганистана, Августовском пучу, Руској уставној кризи, а касније и у окончању талачке кризе у Москви 2002. године.